# Matrimonio igualitario en Bután
Bután no reconoce el matrimonio igualitario ni las uniones civiles. En 2018 se estaba debatiendo en el Parlamento de Bután un proyecto de ley sobre el matrimonio neutral en cuanto al género, pero desde entonces se ha estancado.

## Antecedentes
Bután despenalizó las relaciones sexuales entre personas del mismo sexo en 2021. La legislación a este efecto fue aprobada por el Parlamento de Bután en diciembre de 2020, recibió la aprobación real y entró en vigor en febrero de 2021. Esto fue aclamado como un "gran paso adelante" para los derechos LGBT en Bután. El Himal Southasian informó en noviembre de 2023 que "estos dos acontecimientos [el otro es la coronación de Tashi Choden como Miss Bután en 2022] han alentado a los butaneses [LGBT], haciéndolos sentir vistos, reconocidos e incluidos en un país donde los valores tradicionales tenían antes los volvió en gran medida invisibles. La comunidad ahora espera aprovechar el impulso de los últimos años para hacer campaña por el matrimonio igualitario, el reconocimiento legal del género y otras protecciones cruciales". Los activistas esperaban que Supriyo contra la Unión de la India, un caso judicial que buscaba legalizar el matrimonio entre personas del mismo sexo en India ante la Corte Suprema de dicho país, "traería un resultado positivo que también empujaría a Bután en la dirección correcta". Sin embargo, el tribunal desestimó el caso y consideró que el Parlamento debía decidir. Sin embargo, los activistas esperan que "el diálogo formal entre los organismos comunitarios y los responsables políticos [...] ayude a aclarar cuestiones como el matrimonio igualitario".

## Situación jurídica
Las leyes de Bután no prevén matrimonios entre personas del mismo sexo ni otras formas de reconocimiento de relaciones, como uniones civiles o parejas de hecho. La Ley de Matrimonio de Bután de 1980 (en dzongkha: གཉེན་འབྲེལ་གྱི་ཁྲིམས་ཡིག་ ༡༩༨༠, gnyen 'brel gyi yig 1980) afirma que "una persona tiene derecho a casarse con cualquier otra persona, independientemente de su estatus, casta, riqueza o apariencia, siempre que las personas que contraen el matrimonio hayan consentido expresamente en su matrimonio". Sin embargo, la ley generalmente se refiere a los cónyuges casados como "hombre y mujer". Establece que para recibir una licencia de matrimonio la pareja "deberá presentar ante el Tribunal como fiadores a un hombre para el novio y una mujer para la novia". Si no se contraviene ninguna disposición, la pareja "será reconocida como marido y mujer". La Constitución de Bután no aborda explícitamente el matrimonio o el matrimonio entre personas del mismo sexo, pero establece que "el Estado se esforzará por promover las condiciones que conduzcan a la cooperación en la vida comunitaria y la integridad de la estructura familiar extensa".
Durante la sesión parlamentaria de verano de 2018 se debatió un proyecto de ley sobre el matrimonio con un lenguaje neutral en cuanto al género, pero se aplazó debido a las elecciones parlamentarias de 2018. En esas elecciones resultó elegido un gobierno progresista encabezado por el partido Druk Nyamrup Tshogpa, y los activistas LGBT expresaron su convicción de que se reviviría la conversación sobre el proyecto de ley. Sin embargo, no se llevó a cabo ninguna discusión sobre el proyecto de ley antes de las elecciones de 2023-24. Debido a su incapacidad para casarse según la ley de Bután, las parejas del mismo sexo no disfrutan de los derechos, beneficios, obligaciones y responsabilidades del matrimonio; en particular, no se les permite adoptar, heredar ni disfrutar de beneficios fiscales matrimoniales.
Cuando un periodista le preguntó en septiembre de 2022 si derogar los artículos que criminalizaban las relaciones sexuales entre personas del mismo sexo sería "sólo el primer paso", el primer ministro Lotay Tshering respondió que "ahora todo será más fácil", incluido el matrimonio entre personas del mismo sexo. El diputado Dorji Khandu también se expresó a favor de la legalización del matrimonio entre personas del mismo sexo durante las discusiones sobre el proyecto de ley que despenaliza la homosexualidad.